# Charles Orford
Charles Henry Orford (* 12. Januar 1899 in Hackney, London; † 1977 in Greenwich, London) war ein englischer Fußballspieler.

## Karriere
Orford war Anfang der 1920er Jahre als Mittelläufer beim in Walthamstow beheimateten Klub Gnome Athletic in der London League aktiv. Als Amateur gehörte Orford dem Reserveteam des FC Gillingham an, als er im März 1925 für ein Spiel der Football League Third Division South gegen die Queens Park Rangers in die erste Mannschaft berufen wurde. Bei dem 1:0-Sieg vor 6000 Zuschauern im heimischen Priestfield Stadium bildete er als linker Läufer mit Norman Jones und Jack Rutherford die Läuferreihe.
Weitere Einsätze schlossen sich nicht an; im Sommer 1925 wurde er als Neuzugang bei Grays Thurrock United vorgestellt, die aufgrund eines administrativen Fehlers in der Saison 1925/26 sowohl in der Southern League als auch der Kent League spielen mussten. Auch bei Grays Thurrock stand er wiederholt als Mittelläufer auf dem Platz, für den Klub war er mindestens bis zum Frühjahr 1927 aktiv. Im März 1927 wurde er presseseitig anlässlich einer 1:2-Niederlage gegen den FC Folkestone als einer von Grays Thurrock „herausragenden Spielern“ gelobt.